# Svetsad balk

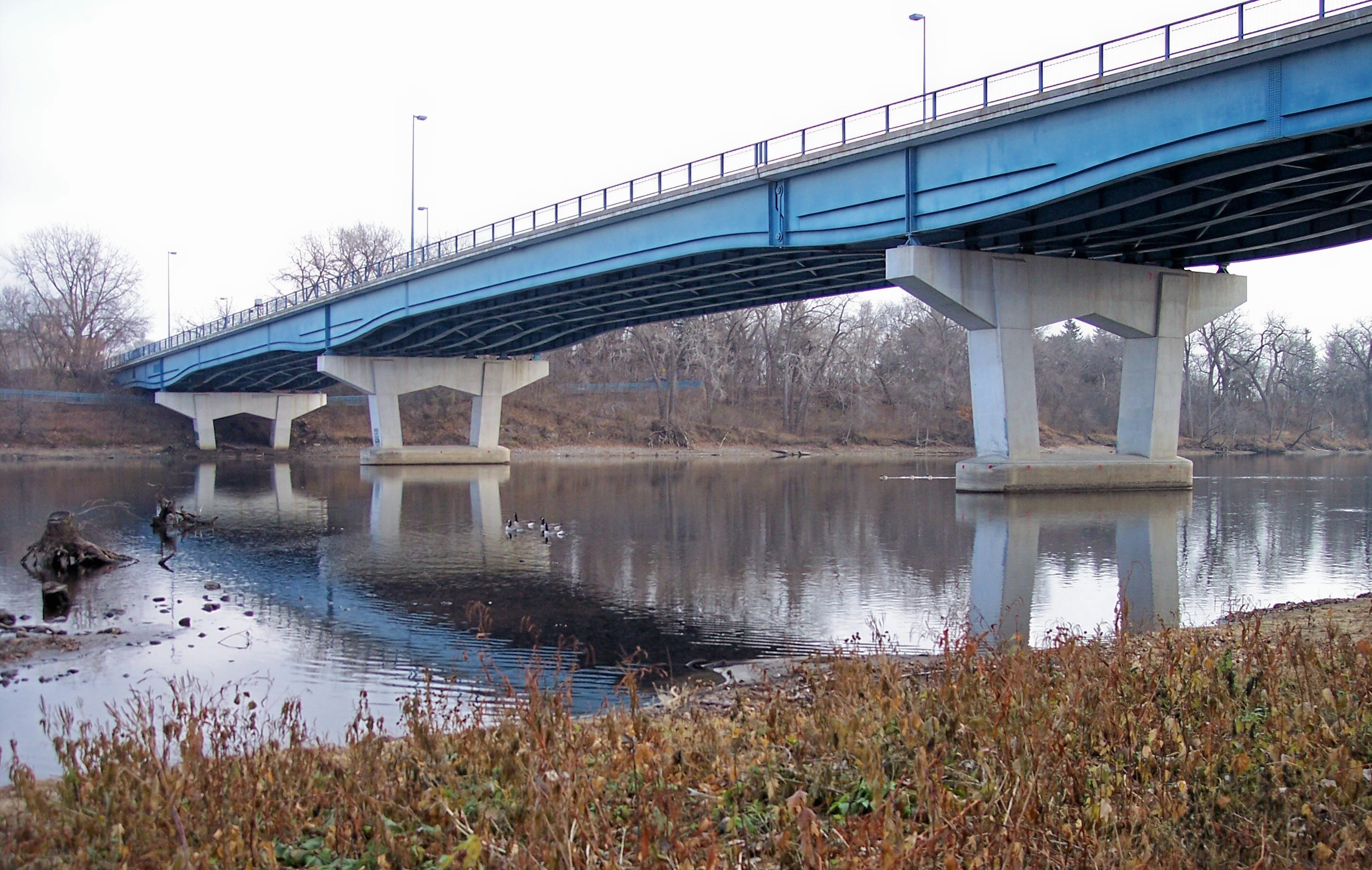
Svetsad balkbro

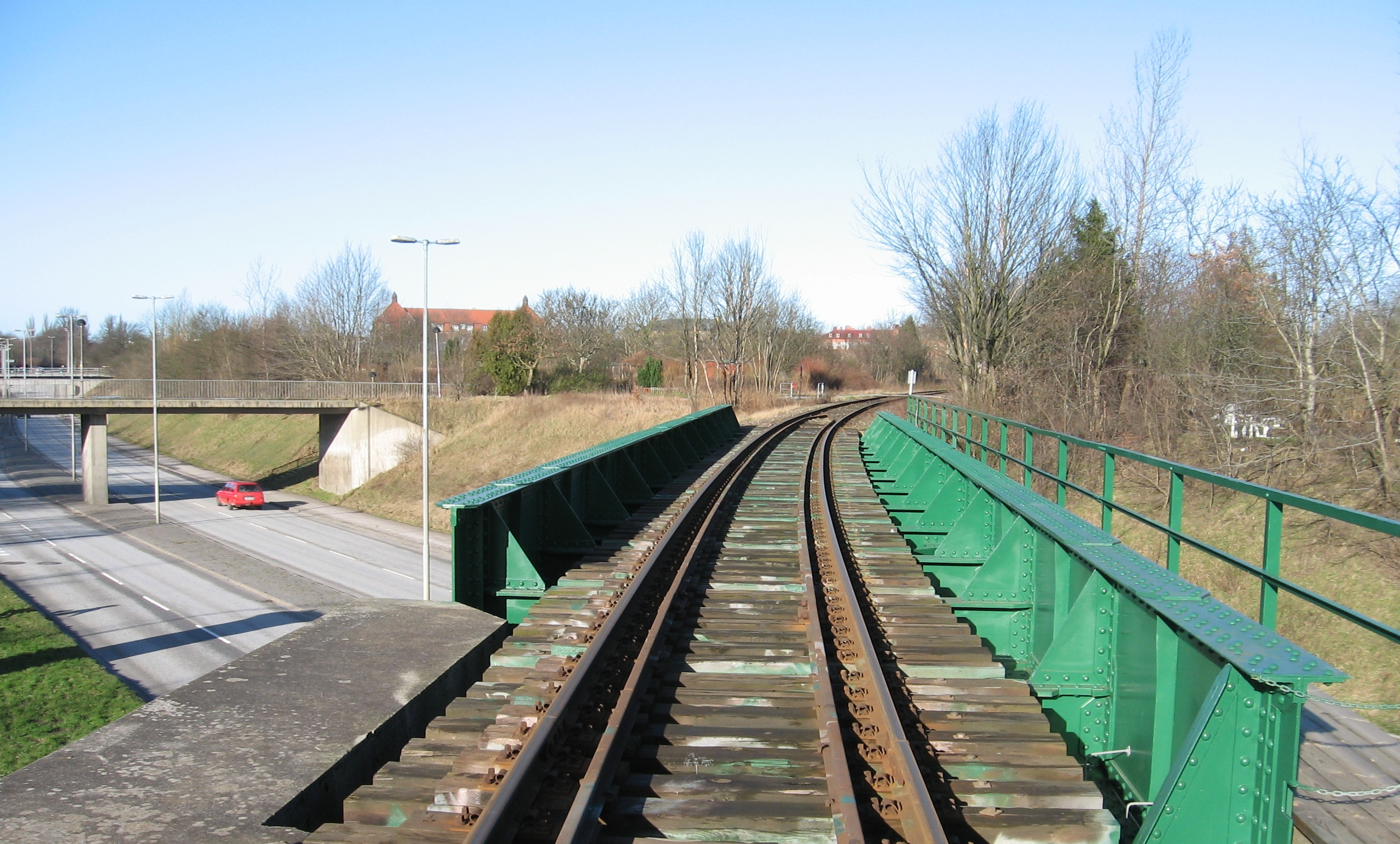
Nitad balkbro

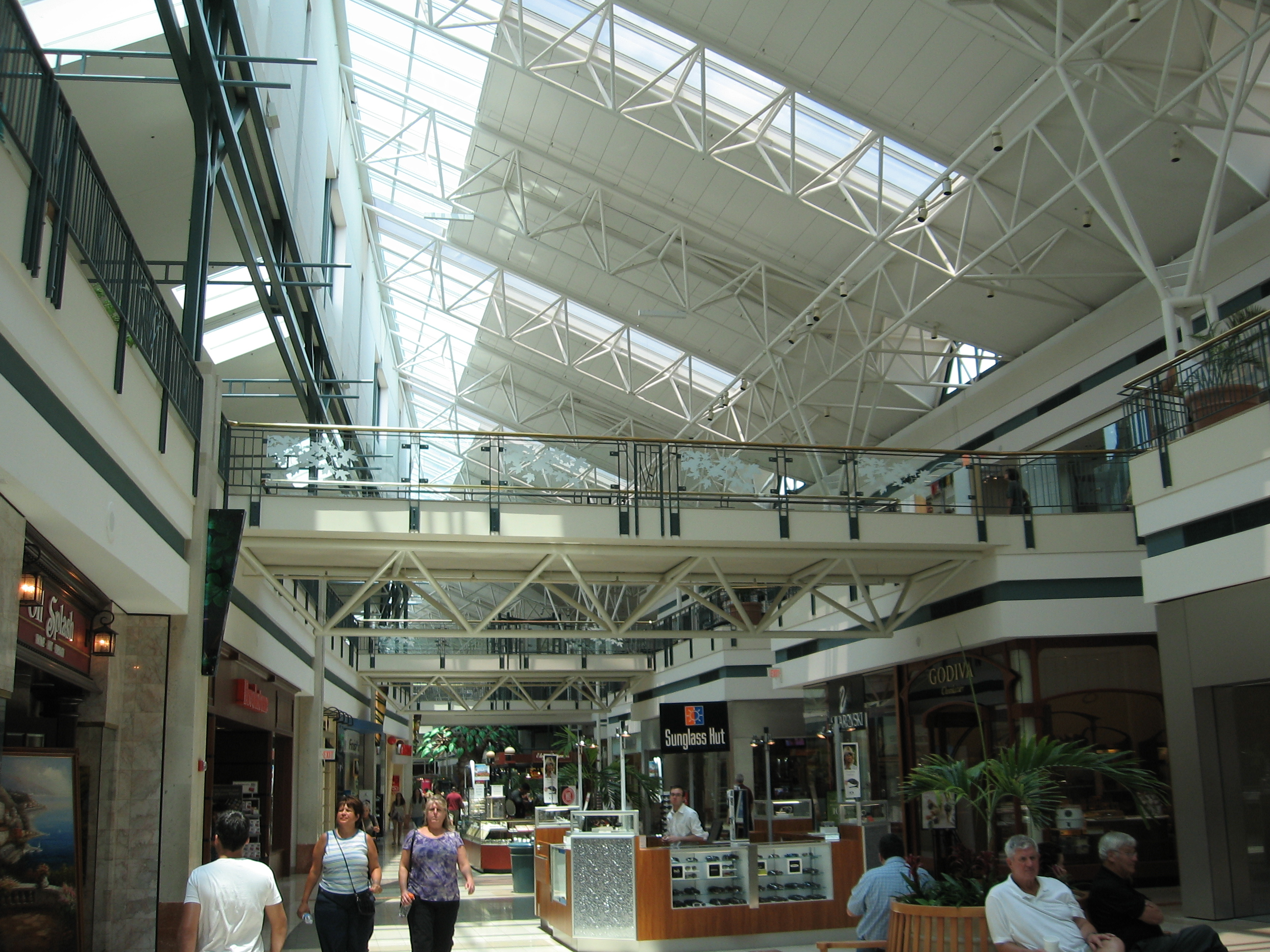
Svetsade fackverkstakstolar av runda konstruktionsrör

Svetsad balk används vanligen då en valsad normalprofil inte räcker till kapacitetsmässigt, eller då speciella krav gör att andra lösningar behövs. Innan svetsning tog över användes i stället nitade balkar som bestod av plåt och vinkeljärn. Svetsade eller nitade balkar benämns även byggd balk, då de består av flera sammanfogade delar till skillnad från en helvalsad balk (en normalprofil vanligen) som endast består av en.
Vanliga typer av svetsad balk är fackverksbalkar, asymmetriska traverskranbanebalkar, hattbalkar, lådbalkar och större I-balkar, (ibland benämnda plåtbalkar). Vanligen får svetsade balkar en trebokstavsförkortning som namn i Sverige.

## HSQ-balk
HSQ-balken är en hattbalk (dess profil ser ut som en hög hatt). Den används som bjälklagsbalk då man vill ha en balk som är infälld i bjälklaget den bär, istället för en underliggande. Den används vanligen ihop med HD/F-bjälklag.
HSQ-balk står för Hedlunds Svetsade Q-balk. Namnet kommer av att den var tänkt att användas ihop med Robertsons Q-floor (det första samverkansbjälklaget av profilerad tunnplåt och betong).

## HST-balk
HST-balken är en asymmetrisk I-balk där överflänsen är bredare än underflänsen (den ser mer ut som ett T). Den används som traverskranbanebalk då normalprofiler inte räcker till. Att överflänsen är större än underflänsen gör att den kan motstå traverskranens sidokrafter, orsakade av skevgång m.m., bättre än en symmetrisk I-balk.
HST-balk står för Hedlunds Svetsade T-balk.

## HSO-balk
HSO-balken är en svetsad lådprofil, tänkt att användas som pelare för att spara plats jämfört med om en valsad normalprofil används. Numera används vanligen standardiserade konstruktionsrör istället.
HSO-balk står för Hedlunds Svetsade O-balk.

## HSI-balk
HSI-balken är en svetsad I-balk tänkt att användas istället för valsad normalprofil.
HSI-balk står för Hedlunds Svetsade I-balk.

## FSQ-balk
FSQ-balken är en variant av hattbalk liknande HSQ-balken. 
Även denna balk används som bjälklagsbalk då man vill ha en balk som är infälld i bjälklaget den bär, 
istället för en underliggande. Den används vanligen ihop med HD/F-bjälklag eller kvarsittande form.
FSQ-balk står för Forssells Svetsade Q-balk. Namnet kommer av att en enkelsidig HSQ-balks tvärsnitt kan liknas vid ett q.
Det finns även balk med dubbelsidigt upplag, I-balkar, traversbalkar och lådbalkar som ingår under samlingsnamnet FSB som står för Forssells Svetsade Balk.
Dessa balkar produceras av AB H Forssells Smidesverkstad.

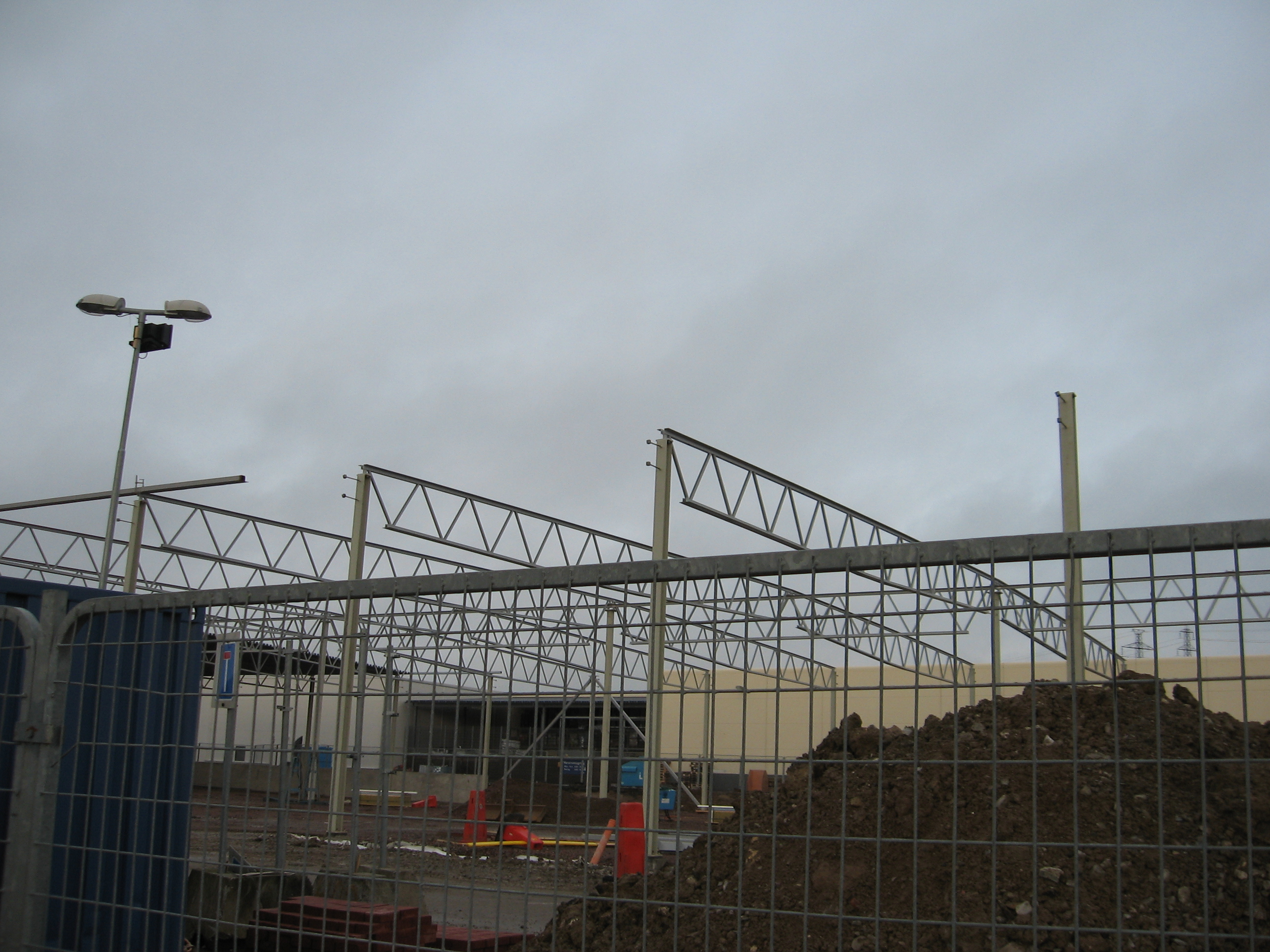
SWL-balkar

## SWL-balk
SWL-balken är en fackverksbalk som består av ihopsvetsade vinkeljärn och U-balk. Den används som takstol, till rörbryggor mm.
SWL står för Smedjebackens Walsverk Lättbalk. Lättbalk var benämningen på fackverksbalkar som är lättare än hellivsbalkar, så som valsade normalprofiler.

## NSB-balk
NSB-balken är en hattbalk liksom HSQ-balk, ser ut och fungerar som en sådan, men består av en HE-profil med på sidorna påsvetsade plåtar. Den finns i varianten NSB som är dubbelsidig och NSE som är enkelsidig.

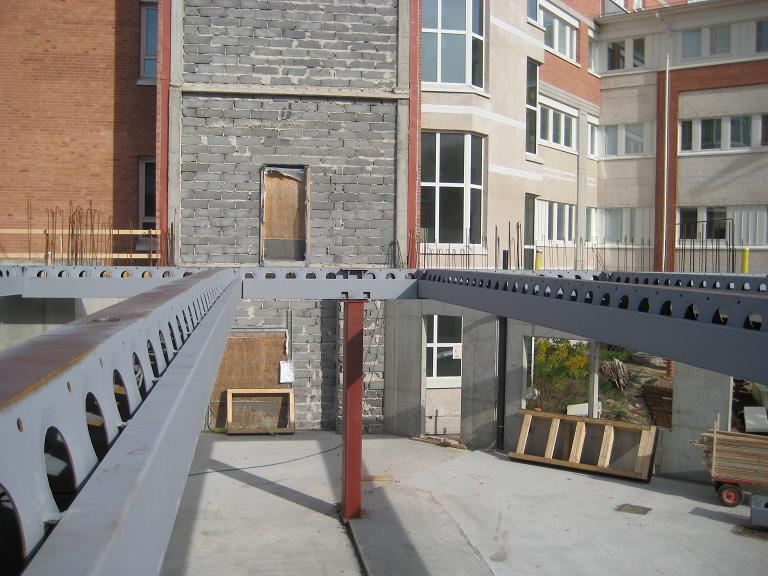
Deltabalkar

NS i står för Norrtälje Svets.

## Deltabalk
Deltabalken är en svetsad samverkansbalk och påminner till utseendet om en HSQ-balk. Deltabalken har dock lutande livplåtar och överflänsen är smalare än på en HSQ-balk samt med runda hål i livplåtarna för att betongen skall kunna fylla balken. Samverkanstekniken medför att det som huvudsakligen tar tryck och fungerar som överfläns är den betong som gjuts i balken efter montage. I botten på balken, på distanser, lägger man vanligen armeringsjärn vilket gör att Deltabalken fungerar som en armerad betongbalk vid brand. Kravet på brandskyddsmålning eller inklädnad av underflänsen minskar därför eller utgår helt. Deltabalkens namn kommer av att den, med sina lutande livplåtar, i genomskärning liknar bokstaven delta. Den klarar alla normalt förekommande balkspännvidder och används ihop med HD/F plattor, platsgjutna bjälklag eller plattbärlag, s.k. "filigranplattor". Deltabalken tillverkas av Peikko och är ett registrerat varumärke samt en mönsterskyddad produkt.
Deltabalken var även det första stålbalkssystem som på allvar tog hänsyn till den s.k. Flexible support-problematiken, d.v.s. att HD/F-plattor upplagda på flexibla stålbalkar tidigare inte höll p.g.a. uppkomna skjuvspänningar till skillnad vad de hade gjort om de var upplagda på icke flexibla oeftergivliga betongväggar.

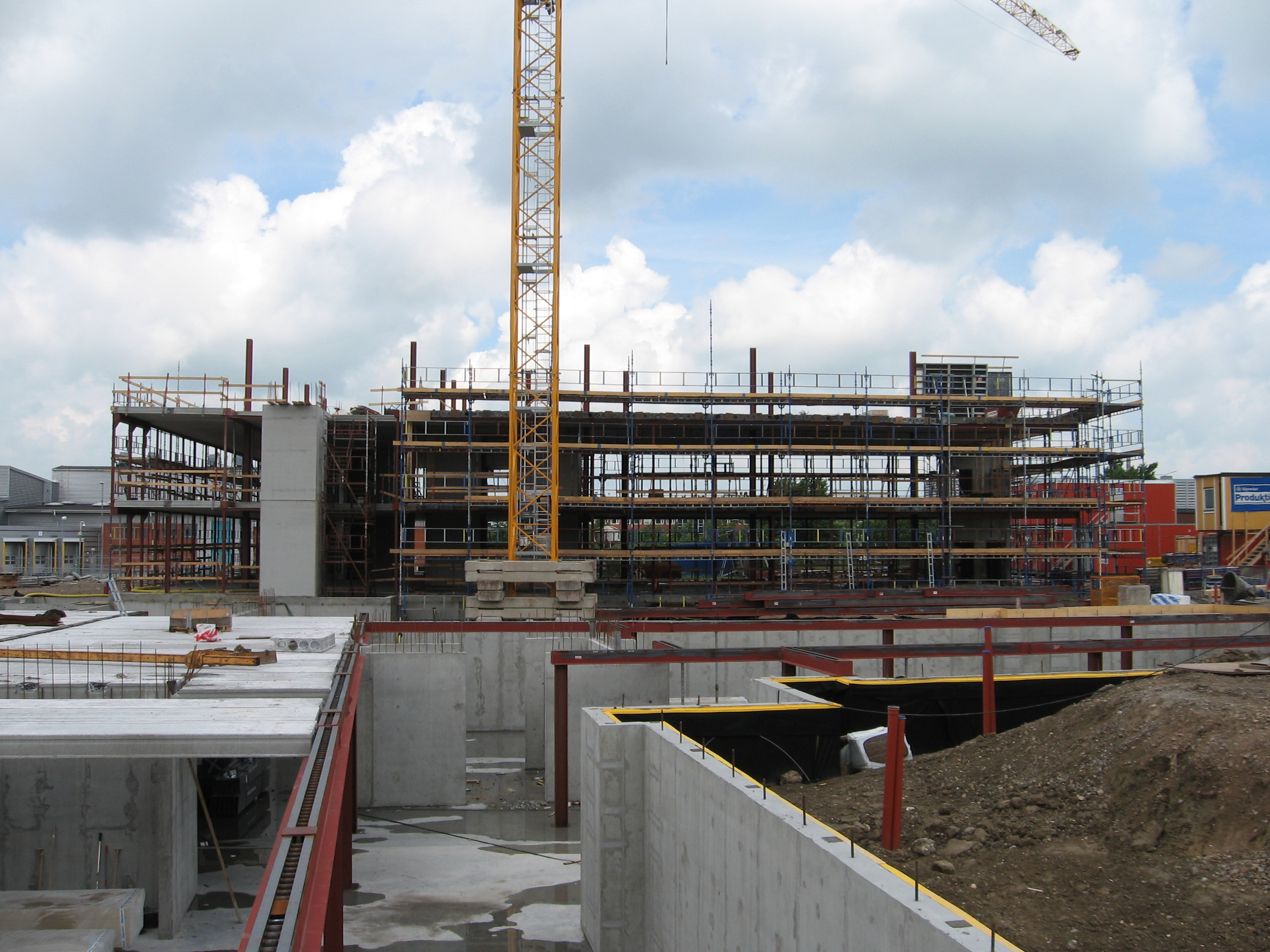
SWT-balkar

## SWT-balk
SWT-balken är en samverkansbalk vilken principiellt fungerar liksom Deltabalken. SWT-balken är en hattbalk används så som HSQ-balken men där det som tar tryck och fungerar som överfläns är den betong gjuts i balken efter montage. Vid montage finns endast lite stål som gör att det håller i montageskedet. I botten på balken lägger man reformering som gör att den fungerar som en armerad betongbalk vid brand, och kravet på brandskyddsmålning etc. av underflänsen blir då lägre.

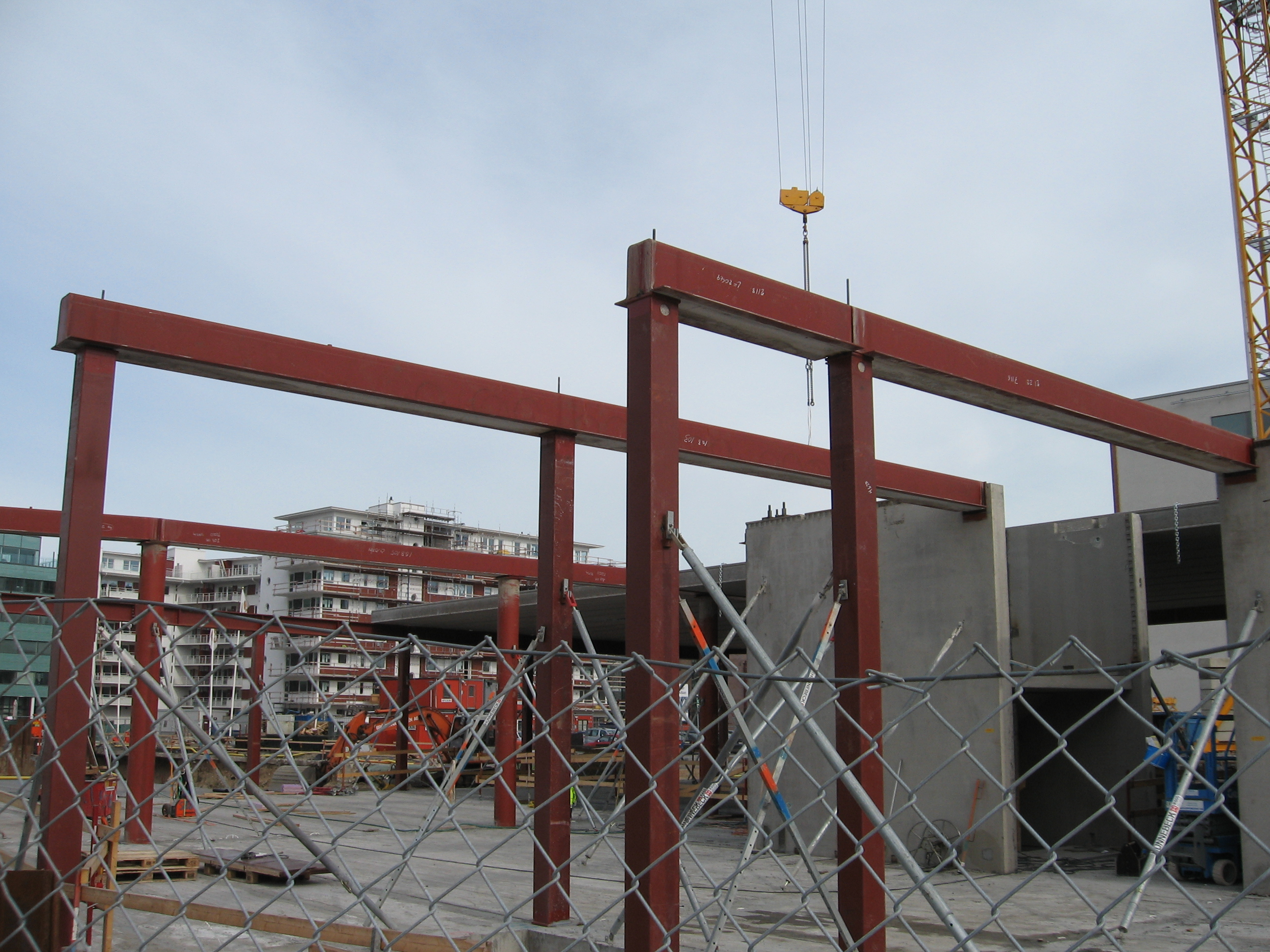
IQB-balkar och pelare.

Även SWT-pelare finns.
SWT står för Scandinavian WeldTech.

## IQB-balk
IQB balken är en samverkansbalk i stål och betong och en del i IQB stomsystem. IQB-balken är utformad som en betongfylld hattprofil, med dubbelsidig eller enkelsidig fläns. Balkens huvudsakliga uppgift är att bära betongelement av typ håldäckselement, massiva betongelement eller plattbärlag. Balken armeras i underkant och dimensioneras för samverkan mellan stål och betong för att bära positivt moment i fält. Den tryckta betongzonen i balkens överkant förankras med studs till överflänsen. Vid kontinuerliga balkar dimensioneras ståltvärsnittet att bära hela det negativa stödmomentet. Balkens liv dimensioneras för att bära den tvärkraft som uppkommer från belastningen från de bjälklag som ligger på balken. Vid brand kyler den omgivande och inneslutna betongen ner balkens underfläns och liv så att temperaturen ökar långsammare än vid en ofylld hattbalk. När temperaturen så småningom stiger tar armeringen successivt över mer och mer av underflänsens momentbärande funktion. Betongbjälklagets upplagsreaktion mot underflänsarna kommer vid brand att successivt flyttas närmare balkens liv och till slut bäras nästan uteslutande genom skjuvning i flänsens tvärled. På grund av balkens utformning blir den mycket vridstyv och kan klara stora vridmoment. Balken kan därför oftast monteras utan stämpning, om upplag är lämpligt utformade och underliggande pelare är stagade i två riktningar. IQB stomsystem produceras av Västsvenska stålkonstruktioner AB (VSAB) i Lidköping. 

## HPC-balk
HPC-balken är en samverkansbalk liksom Deltabalken, men den består vid leverans endast av en  plåt med påsvetsade studs.
Behovet av stämpning är därför stort och den lämpar sig för att användas ihop med platsgjutna bjälklag eller filigranplattor (halv prefab), som ändå kräver mycket stämpning. Men inte för användning ihop med HD/F-plattor, TT-kassetter eller liknande. Den har funnits i varianter med mer eller mindre stor del av betongöverflänsen gjuten vid leverans, vilket skapat förvirring då hur man har behövt gå till väga vid montaget varit väldigt olika från gång till gång, trots att man köpt samma balk, och använt den i samma sorts konstruktion.
HPC står för High Performance Concrete

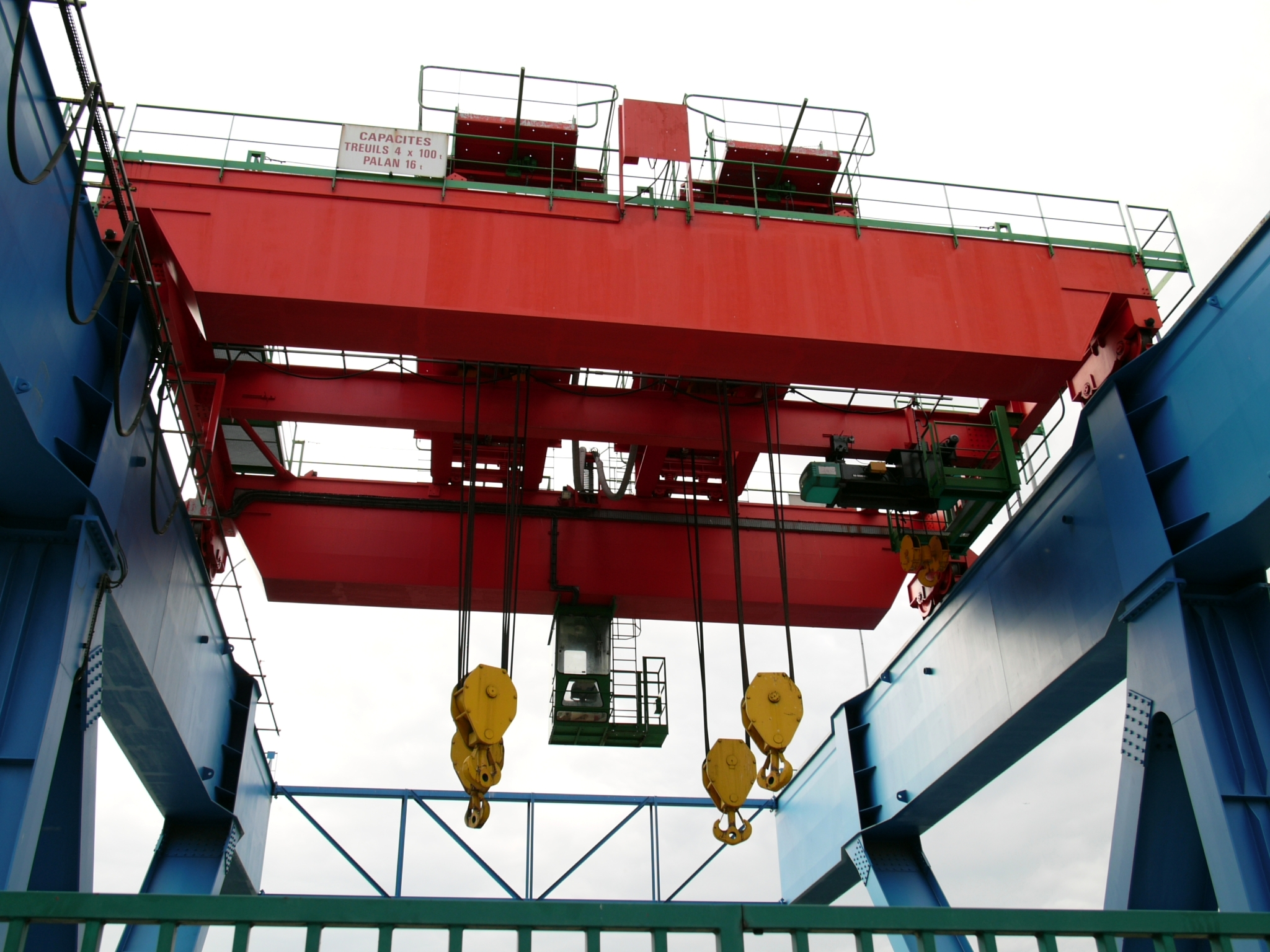
Traverskran med dubbla lådbalkar.

## Lådbalk
Lådbalken är en balk med ett tvärsnitt som en låda, vanligen rektangulärt. Svetsade lådbalkar är vanligt till långa broar och till större traverskranar.

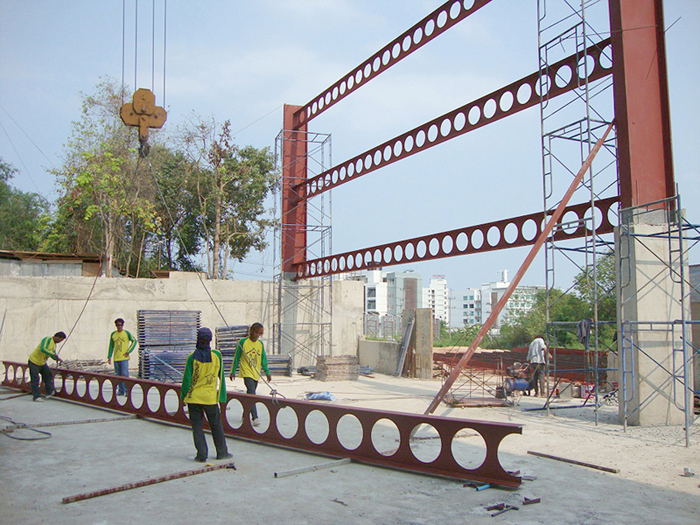
Hålbalkar.

## Hålbalk
Hålbalk är en I-balk med hål i livet. Den tillverkas genom att en I-balk delas på så sätt att efter att de två halvorna förskjutits i sidled och svetsats ihop igen får man en balk som är högre än ursprungsbalken, men med hål i livet. Hålen kan vara runda, men sexkantiga eller andra former på hålen ger ett effektivare utnyttjande av stålet. Exempel på hålbalkar är ArcelorMittals Angelina-balk och Fabsecs Cellular Beams.